# 오픈솔라리스

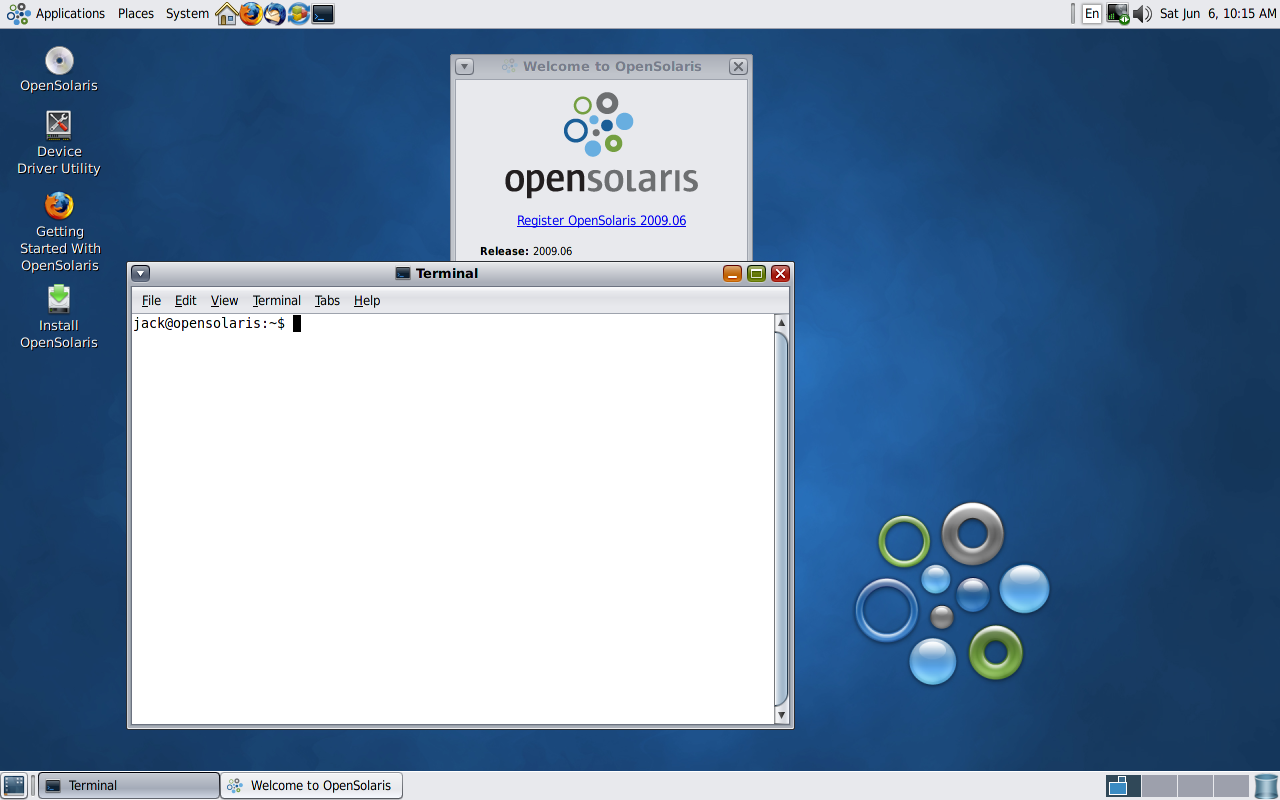
터미널과 더불어 오픈솔라리스 2009년 6월 x86 라이브CD 그놈

오픈솔라리스(OpenSolaris)는 썬 마이크로시스템즈의 솔라리스에 기반한 오픈 소스 운영 체제이다. 솔라리스를 둘러싸는 개발자와 사용자 커뮤니티를 부설할 목적으로 썬이 시작한 프로젝트의 이름이다.
오픈솔라리스는 유닉스 시스템 V 릴리즈 4 코드베이스로부터 유래했으며, 썬은 1994년 그 코드에 권리를 샀던 이후로 상당한 변경 사항을 반영하였다. 오픈솔라리스는 이용 가능한 유일한 오픈 소스 시스템 V 파생물이다. 오픈 소스로 된 요소들은 개발 중인 최신 솔라리스 릴리즈의 스냅샷들이다. 썬은 미래의 상용 솔라리스 운영 체제 버전이 오픈솔라리스 프로젝트로부터 나온 기술에 기반하게 될 것이라고 발표한 상태이다.

## 버전 역사
| 버전    | 빌드 | 출시일           | 지원 종료 단계            | 지원 종료 단계            | 지원 종료 단계                            |
| 버전    | 빌드 | 출시일           | GA (General Availability) | EOV (Post End of Version) | SS-EOSL (SunSpectrum End of Service Life) |
| ------- | ---- | ---------------- | ------------------------- | ------------------------- | ----------------------------------------- |
| 2008.05 | 86   | 2008년 5월 13일  | 2008년 11월 13일          | 2011년 5월 13일           | -                                         |
| 2008.11 | 101b | 2008년 11월 25일 | 2009년 5월 25일           | 2011년 11월 25일          | -                                         |
| 2009.06 | 111b | 2009년 6월 1일   | 2009년 12월 1일           | 2012년 6월 1일            | 2014년 6월 1일                            |

| 색     | 의미                         |
| ------ | ---------------------------- |
| 빨간색 | 더 이상 지원되지 않는 릴리스 |
| 녹색   | 현재 지원 중인 릴리스        |

## 같이 보기
- 다윈 (운영 체제)